# Didyochamus flavomarmoratus
Didyochamus flavomarmoratus là một loài bọ cánh cứng trong họ Cerambycidae.